# РЕП C.1
РЕП C.1 (фр. REP C.1) је француски ловачки авион. Авион је први пут полетео 1918. године. 

Највећа брзина у хоризонталном лету је износила 217 km/h. Био је наоружан са два митраљеза Викерс калибра 7,7 mm.

## Наоружање
| Наоружање авиона: Робер Есно Пелтери |     |
| Ватрено (стрељачко) наоружање        |     |
| Топ                                  |     |
| Митраљез                             |     |
| Број и ознака митраљеза              | 2   |
| Калибар                              | 7,7 |
| Бомбардерско наоружање (бомбе)       |     |
| Ракетно наоружање (ракете)           |     |